# Bombový útok na Světové obchodní centrum 1993
Bombový útok na Světové obchodní centrum proběhl 26. února 1993. V dodávce zaparkované v garážích pod severní věží Světového obchodního centra v New Yorku explodovala bomba, která zabila šest lidí (respektive sedm, protože jedna z obětí byla v sedmém měsíci těhotenství) a více než tisíc dalších lidí bylo zraněno v důsledku stoupajícího kouře, šoku a paniky během evakuace. Po této události docházelo k pravidelným nácvikům evakuace, což se pozitivně projevilo o osm let později při teroristických útocích z 11. září 2001 – evakuace z budov byla o poznání spořádanější (rychlejší i bezpečnější).
K útoku byla použita výbušnina na bázi nitrátu močoviny o hmotnosti větší než 600 kg, která byla uložena v dodávce značky Ford Econoline zanechané v podzemním parkovišti. Vybuchla ve 12 hodin 17 minut místního času. Navzdory nízkému počtu obětí útok naprosto šokoval americkou veřejnost. Teroristé vypověděli, že jejich cílem bylo narušit statiku mrakodrapu, aby se severní věž zhroutila na jižní a tím se obě zřítily – k tomu však nedošlo. Přestože vytvořila tlak 150 000 psi (v rychlosti 16 100 km/h), čímž způsobila 30metrovou trhlinu a zřítilo se několik betonových podlah vyztužených ocelí, statiku budovy vážněji nenarušila. Kdyby teroristé zaparkovali dodávku blíže k nalitým betonovým základům WTC, pravděpodobně by svého cíle dosáhli, načež by zahynuly desítky tisíc osob.
Útok byl naplánován pákistánskými muslimskými extremisty pod vedením Ramzího Júsefa, kterého financoval jeho strýc Chálid Šajch Muhammad. Za útok na Světové obchodní centrum byli obviněni čtyři muslimští extremisté, každý z nich byl odsouzen ke 240 letům vězení. Celou akci údajně financovala teroristická skupina al-Káida.